# Lodève
Lodève (okcitansko Lodeva) je naselje in občina v južni francoski regiji Languedoc-Roussillon, podprefektura departmaja Hérault. Leta 2011 je naselje imelo 7.638 prebivalcev.

## Geografija
Naselje se nahaja v dolini reke Lergue, ob vznožju Larzaške planote, 55 km zahodno od Montpelliera. Lodève je vmesna postaja na romarski poti v Santiago de Compostelo (Via Tolosane z začetkom v Arlesu).

## Uprava
Lodève je sedež istoimenskega kantona, v katerega so poleg njegove vključene še občine Le Bosc, Fozières, Lauroux, Olmet-et-Villecun, Les Plans, Poujols, Le Puech, Saint-Étienne-de-Gourgas, Saint-Jean-de-la-Blaquière, Saint-Pierre-de-la-Fage, Saint-Privat, Soubès, Soumont, Usclas-du-Bosc in La Vacquerie-et-Saint-Martin-de-Castries z 13.010 prebivalci.
Naselje je prav tako sedež okrožja, v katerem se nahajajo kantoni Aniane, Caylar, Clermont-l'Hérault, Ganges, Gignac, Lodève, Lunas in Saint-Martin-de-Londres s 90.824 prebivalci.

## Zgodovina
Lodève je bil središče volškega plemena Lutevanov preden je postal rimsko mesto Luteva (poznano tudi kot Forum Neronis). Naselje je bilo pred francosko revolucijo sedež škofije, pa tudi središče proizvodnje tekstila pod Ludvikom XV., eno od dveh kraljevih tovarn tapiserij.

## Zanimivosti
- gotska katedrala sv. Fulkrana iz 13. stoletja, sedež nekdanje škofije, ustanovljene konec 4. stoletja, ukinjene s konkordatom 1801,
- muzej Fleury, rojstna hiša kardinala de Fleurya,
- mestna hiša Hôtel de Ville, nekdanja škofijska palača.

## Osebnosti
- André Hercule de Fleury (1653-1743), kardinal, škof Fréjusa, prvi minister kralja Ludvika XV.;